# NGC 5792
NGC 5792 (również PGC 53499 lub UGC 9631) – galaktyka spiralna z poprzeczką (SBb), znajdująca się w gwiazdozbiorze Wagi. Odkrył ją William Herschel 11 kwietnia 1787 roku.

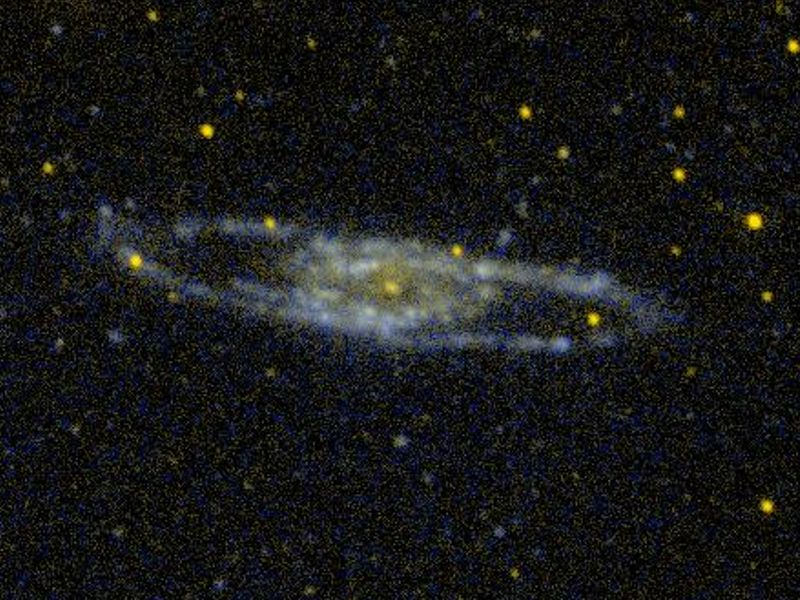
Szczegóły budowy galaktyki widoczne w ultrafiolecie przez sondę GALEX